# Lapeer megye
Lapeer megye az Amerikai Egyesült Államokban, azon belül Michigan államban található. Megyeszékhelye és legnagyobb városa Lapeer. Lakosainak száma 88 619 fő (2020. április 1.). Lapeer megye Sanilac, St. Clair, Macomb, Oakland, Genesee és Tuscola megyékkel határos.

## Népesség
A megye népességének változása:
| Lakosok száma | 88 166 | 88 057 | 88 231 | 88 389 | 88 373 | 88 619 |
|               | 2010   | 2011   | 2012   | 2013   | 2015   | 2020   |